# كوستاس إيوسيفيديس
كوستاس إيوسيفيديس (باليونانية: Κώστας Ιωσηφίδης)‏ ، من مواليد 14 يناير 1952 ، لاعب كرة قدم يوناني سابق.
لعب مع منتخب اليونان لكرة القدم.

## مسيرته الكروية
لعب كوستاس إيوسيفيديس خلال مسيرته الاحترافية مع نادِ واحدٍ في أربعة عشر موسمًا وسجل خلالها 5 أهداف ضمن 397 مباراة. حيث فاز في موسمين بالكأس وفي موسمين بالدوري.
خاض كوستاس إيوسيفيديس مسيرته مع نادي باوك في موسم 1971–72 ليلعب معه أربعة عشر موسمًا، مشاركًا في 397 مباراة سجل خلالها 5 أهداف.

## روابط خارجية
- كوستاس إيوسيفيديس على موقع الاتحاد الأوربي (الإنجليزية)
- كوستاس إيوسيفيديس على موقع قاعدة بيانات كرة القدم.إي يو (الإنجليزية)
- كوستاس إيوسيفيديس على موقع ناشيونال فوتبول تيمز (الإنجليزية)
- كوستاس إيوسيفيديس على موقع Soccerway.com (الإنجليزية)
- كوستاس إيوسيفيديس على موقع عالم كرة القدم.نت (الإنجليزية)